# Manas (epos)

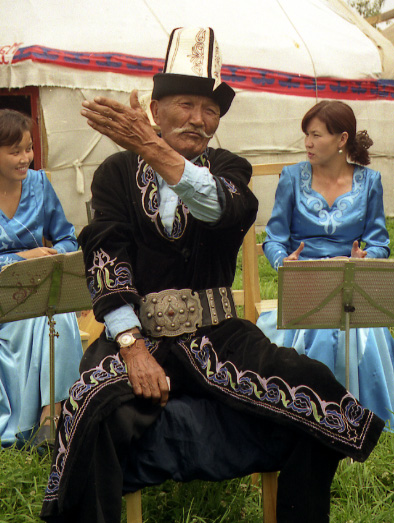
Traditionele Manasji bij een joertenkamp in Karakol ten oosten van het Issyk Koelmeer

Manas is een traditioneel episch gedicht van de Kirgiezen en de naam van de epische held uit het epos. Het gedicht heeft bijna een half miljoen regels, waarmee het bijna twintigmaal langer is dan de Odyssee van Homerus en 2,5 keer zo lang als de Mahabharata. Het wordt beschouwd als het op een na langste epos in de wereld na het Epos van koning Gesar. Het is een patriottisch werk dat gaat over de uitbuiting van Manas en zijn afstammelingen en volgelingen, die vochten tegen de Oeigoeren in de 9e eeuw om hun Kirgizische onafhankelijkheid te behouden. Hoewel het epos al in de 15e eeuw wordt genoemd, werd het pas opgeschreven in 1885. Er bestaan verschillende meningen over de oorsprong van het epos, waarvoor worden genoemd; de 7e tot 10e eeuw, de 11e en 12e eeuw en de 15e tot de 18e eeuw. Er zijn meer dan 65 geschreven versies van gedeelten van het epos.
Het epos is het klassieke centrale stuk uit de Kirgizische literatuur en gedeelten ervan worden vaak voorgedragen bij Kirgizische festiviteiten in een melodisch lied vergezeld van een driesnarige komuz. De manasji's, de traditionele voordragers van het epos, worden erg hoog geacht binnen de Kirgizische samenleving.
Manas zou zijn geboren in het Alataugebergte in Talas in het noordwesten van Kirgizië (Talas-Alatau). In een mausoleum op ongeveer 40 kilometer ten oosten van de stad Talas zouden zijn overblijfselen liggen, waardoor het een populaire bestemming is geworden voor Kirgizische reizigers.
Kirgizië eerde de held na de onafhankelijkheid in 1991 met het instellen van de Orde van Manas.
Sinds 2009 staat Manas vermeld op de Lijst van Meesterwerken van het Orale en Immateriële Erfgoed van de Mensheid.